# Manfred Wörner
Manfred Hermann Wörner (Stuttgart-Bad Cannstatt, 24 september 1934 - Brussel, 13 augustus 1994) was een Duits politicus van de CDU.
Wörner werd lid van de CDU in 1956. Van 1965 tot 1988 was Wörner lid van de Bondsdag. Van 4 oktober 1982 was hij minister van Defensie in het eerste kabinet van Helmut Kohl. Op 18 mei 1988 trad hij terug als minister.
Op 1 juli 1988 werd hij secretaris-generaal van de NAVO. Hij stierf in deze functie aan de gevolgen van kanker. Hij is begraven op het dorpskerkhof in Hohenstaufen bij Göppingen.
Ismay · 
Spaak · 
Stikker · 
Brosio · 
Luns · 
Carington · 
Wörner · 
Claes · 
Solana · 
Robertson · 
De Hoop Scheffer · 
Rasmussen ·  
Stoltenberg ·  
Rutte
- Gemeinsame Normdatei: 118833898
- International Standard Name Identifier: 0000 0001 0888 8751
- Library of Congress Control Number: n88083992
- Nationale Bibliotheek van Letland: 000058979
- MusicBrainz: f97b50f9-581f-4b45-9d60-7601be2a4966
- Nationale Bibliotheek van Tsjechië: jn20000605666
- Nederlandse Thesaurus van Auteursnamen: 130081116
- Système universitaire de documentation: 085582824
- Virtual International Authority File: 37353073
- WorldCat: E39PBJhhrymKQYyg96gFTFhT73